# WWE One Night Stand
One Night Stand – zakończony cykl gal profesjonalnego wrestlingu produkowanych co czerwiec w latach 2005–2008 przez World Wrestling Entertainment i nadawanych na żywo w systemie pay-per-view. Nazwa gali odnosi się do jego oryginalnego formatu, będąc powrotem na jedną noc dla federacji Extreme Championship Wrestling (ECW). Cykl został ogłoszony w 2005, kiedy to wydanym przez WWE DVD o nazwie „The Rise and Fall of ECW” Paul Heyman, Rob Van Dam i Tommy Dreamer dyskutowali i asystowali przy zatwierdzeniu konceptu przez szefów WWE. Dwie pierwsze gale odbyły się pod akronimem ECW, ale były zorganizowane przez WWE. Kiedy w 2006 utworzono brand ECW, One Night Stand stało się od przyszłego roku galą wszystkich trzech brandów (Raw, SmackDown i ECW). Ostatnia gala została zorganizowana w 2008 i później zmieniona na Extreme Rules w 2009. Event z owego roku jest uznawany jako bezpośrednia kontynuacja One Night Stand, lecz gala z 2010 była promowana już jako oddzielny cykl ze swoją chronologią, oficjalnie anulując One Night Stand.

## Lista gal
|  | Gala brandu ECW |

| Gala                                       | Lokalizacja           | Arena                                | Walka wieczoru |
| ------------------------------------------ | --------------------- | ------------------------------------ | --- |
| ECW One Night Stand (2005) 12 czerwca 2005 | Nowy Jork, Nowy Jork  | Hammerstein Ballroom                 | The Dudley Boyz (Bubba Ray i D-Von) vs. Tommy Dreamer i The Sandman Tag team match                                                                        |
| ECW One Night Stand (2006) 11 czerwca 2006 | Nowy Jork, Nowy Jork  | Hammerstein Ballroom                 | John Cena (c) vs. Rob Van Dam Extreme Rules match o WWE Championship                                                                                      |
| One Night Stand (2007) 3 czerwca 2007      | Jacksonville, Floryda | Jacksonville Veterans Memorial Arena | John Cena (c) vs. The Great Khali Falls Count Anywhere match o WWE Championship                                                                           |
| One Night Stand (2008) 1 czerwca 2008      | San Diego, Kalifornia | San Diego Sports Arena               | Edge vs. The Undertaker Tables, Ladders and Chairs match o zawieszony World Heavyweight Championship; jeśli Undertaker przegra, będzie musiał opuścić WWE |

## Wyniki gal

### 2005
ECW One Night Stand (2005) – gala wrestlingu wyprodukowana przez federację World Wrestling Entertainment (WWE) dla zawodników związanych w przeszłości z federacją Extreme Championship Wrestling (ECW). Odbyła się 12 czerwca 2005 w Hammerstein Ballroom w Nowym Jorku. Emisja była przeprowadzana na żywo w systemie pay-per-view. Była to pierwsza gala w chronologii cyklu One Night Stand.
Podczas gali odbyło się siedem walk. Walką wieczoru był tag team match, w którym The Dudley Boyz (Bubba Ray Dudley i D-Von Dudley) pokonali Tommy’ego Dreamera i The Sandmana. Oprócz tego Chris Benoit pokonał Eddiego Guerrero poprzez submission.
| Nr                                 | Wyniki | Stypulacje      | Czas  |
| ---------------------------------- | --- | --------------- | ----- |
| 1                                  | Lance Storm (z Dawn Marie) pokonał Chrisa Jericho | Singles match   | 07:22 |
| 2                                  | Super Crazy pokonał Tajiriego (z The Sinister Ministrem i Mikeyem Whipwreckem) i Little Guido (z Tracy Smothers, Tonym Mamalukem, Big Guidem i J.T. Smithem) | Three-Way Dance | 06:12 |
| 3                                  | Rey Mysterio pokonał Psicosisa | Singles match   | 06:22 |
| 4                                  | Sabu (z Billem Alfonso i Rob Van Damem) pokonał Rhyno | Singles match   | 06:30 |
| 5                                  | Chris Benoit pokonał Eddiego Guerrero poprzez submission | Singles match   | 10:37 |
| 6                                  | Mike Awesome pokonał Masato Tanakę | Singles match   | 09:52 |
| 7                                  | The Dudley Boyz (Bubba Ray Dudley i D-Von Dudley) pokonali Tommy’ego Dreamera i The Sandmana                                                                 | Tag team match  | 10:52 |
| (c) – mistrz/mistrzyni przed walką | |                 |       |

### 2006
ECW One Night Stand (2006) – gala wrestlingu wyprodukowana przez federację World Wrestling Entertainment (WWE) dla zawodników związanych w przeszłości z federacją Extreme Championship Wrestling (ECW). Odbyła się 11 czerwca 2006 w Hammerstein Ballroom w Nowym Jorku. Emisja była przeprowadzana na żywo w systemie pay-per-view. Była to druga gala w chronologii cyklu One Night Stand.
Podczas gali odbyło się siedem walk. Walką wieczoru był Extreme Rules match o WWE Championship, gdzie posiadacz kontraktu Money in the Bank Rob Van Dam wykorzystał go i dzięki niemu zawalczył z mistrzem Johnem Ceną. Van Dam pokonał Cenę i zdobył mistrzostwo. Oprócz tego pojedynek pomiędzy Reyem Mysterio i Sabu o World Heavyweight Championship w Extreme Rules matchu zakończył się bez rezultatu.
| Nr                                 | Wyniki                                                                                        | Stypulacje                                                                                  | Czas  |
| ---------------------------------- | --------------------------------------------------------------------------------------------- | ------------------------------------------------------------------------------------------- | ----- |
| 1                                  | Tazz pokonał Jerry’ego Lawlera poprzez submission                                             | Singles match                                                                               | 00:35 |
| 2                                  | Kurt Angle pokonał Randy’ego Ortona poprzez submission                                        | Singles match                                                                               | 15:07 |
| 3                                  | The F.B.I. (Little Guido i Tony Mamaluke) (z Big Guidem) pokonali Tajiriego i Super Crazy’ego | Tag team match                                                                              | 12:24 |
| 4                                  | Rey Mysterio (c) vs. Sabu zakończyło się bez rezultatu                                        | Extreme Rules match o World Heavyweight Championship                                        | 09:10 |
| 5                                  | Mick Foley, Edge i Lita pokonali Terry’ego Funka, Tommy’ego Dreamera i Beulah McGillicutty    | Intergender Extreme Rules match                                                             | 18:45 |
| 6                                  | Balls Mahoney pokonał Masato Tanakę                                                           | Extreme Rules match                                                                         | 05:03 |
| 7                                  | Rob Van Dam pokonał Johna Cenę (c)                                                            | Extreme Rules match o WWE Championship Van Dam wykorzystał swój kontrakt Money in the Bank. | 20:40 |
| (c) – mistrz/mistrzyni przed walką |                                                                                               |                                                                                             |       |

### 2007
One Night Stand (2007) – gala wrestlingu wyprodukowana przez federację World Wrestling Entertainment (WWE). Odbyła się 3 czerwca 2007 w Jacksonville Veterans Memorial Arena w Jacksonville na Florydzie. Emisja była przeprowadzana na żywo w systemie pay-per-view. Była to trzecia gala w chronologii cyklu One Night Stand.
Podczas gali odbyło się dziewięć walk, w tym jedna nietransmitowana w telewizji. Walką wieczoru był Falls Count Anywhere match o WWE Championship, w którym John Cena obronił mistrzostwo pokonując The Great Khaliego. Oprócz tego Edge skutecznie obronił World Heavyweight Championship pokonując Batistę w Steel Cage matchu, zaś Bobby Lashley odzyskał ECW World Championship od Mr. McMahona pokonując go w walce typu Street Fight.
| Nr                                                                                    | Wyniki | Stypulacje                                        | Czas  |
| ------------------------------------------------------------------------------------- | --- | ------------------------------------------------- | ----- |
| 1D                                                                                    | Santino Marella pokonał Chrisa Mastersa                                                                                               | Singles match                                     | 04:13 |
| 2                                                                                     | Rob Van Dam pokonał Randy’ego Ortona                                                                                                  | Stretcher match                                   | 14:31 |
| 3                                                                                     | The ECW Originals (Tommy Dreamer i The Sandman) i CM Punk pokonali The New Breed (Elijaha Burke'a, Matta Strikera i Marcusa Cor Vona) | Tables match                                      | 07:18 |
| 4                                                                                     | The Hardy Boyz (Matt Hardy i Jeff Hardy) (c) pokonali The World’s Greatest Tag Team (Sheltona Benjamina i Charliego Haasa)            | Ladder match o World Tag Team Championship        | 17:17 |
| 5                                                                                     | Mark Henry pokonał Kane’a | Lumberjack match                                  | 09:07 |
| 6                                                                                     | Bobby Lashley pokonał Mr. McMahona (c) (z Shane’em McMahonem i Umagą)                                                                 | Street Fight o ECW World Championship             | 12:23 |
| 7                                                                                     | Candice Michelle pokonała Melinę poprzez submission                                                                                   | Pudding match                                     | 02:55 |
| 8                                                                                     | Edge (c) pokonał Batistę | Steel Cage match o World Heavyweight Championship | 15:39 |
| 9                                                                                     | John Cena (c) pokonał The Great Khaliego                                                                                              | Falls Count Anywhere match o WWE Championship     | 10:30 |
| (c) – mistrz/mistrzyni przed walkąD – walka była dark matchem (nietransmitowana w TV) | |                                                   |       |

### 2008
One Night Stand (2008) – gala wrestlingu wyprodukowana przez federację World Wrestling Entertainment (WWE). Odbyła się 1 czerwca 2008 w San Diego Sports Arena w San Diego w Kalifornii. Emisja była przeprowadzana na żywo w systemie pay-per-view. Była to czwarta i ostatnia gala w chronologii cyklu One Night Stand.
Podczas gali odbyło się osiem walk, w tym jedna nietransmitowana w telewizji. W Tables, Ladders and Chairs matchu będącym walką wieczoru, Edge pokonał The Undertakera i zdobył zawieszony World Heavyweight Championship. Ponadto tego Triple H obronił WWE Championship pokonując Randy’ego Ortona w Last Man Standing matchu.
| Nr                                                                                    | Wyniki                                                                          | Stypulacje | Czas  |
| ------------------------------------------------------------------------------------- | ------------------------------------------------------------------------------- | --- | ----- |
| 1D                                                                                    | Matt Hardy pokonał Sheltona Benjamina                                           | Singles match | –     |
| 2                                                                                     | Jeff Hardy pokonał Umagę                                                        | Falls Count Anywhere match | 09:27 |
| 3                                                                                     | Big Show pokonał Tommy’ego Dreamera, Johna Morrisona, CM Punka i Chavo Guerrero | Singapore Cane match | 08:35 |
| 4                                                                                     | John Cena pokonał Johna „Bradshaw” Layfielda                                    | First Blood match | 14:30 |
| 5                                                                                     | Beth Phoenix pokonała Melinę                                                    | „I Quit” match | 09:14 |
| 6                                                                                     | Batista pokonał Shawna Michaelsa                                                | Stretcher match | 17:03 |
| 7                                                                                     | Triple H (c) pokonał Randy’ego Ortona                                           | Last Man Standing match o WWE Championship                                                                                         | 13:15 |
| 8                                                                                     | Edge pokonał The Undertakera                                                    | Tables, Ladders and Chairs match o zawieszony World Heavyweight Championship Jeśli Undertaker przegra, bedzie musiał odejść z WWE. | 23:50 |
| (c) – mistrz/mistrzyni przed walkąD – walka była dark matchem (nietransmitowana w TV) |                                                                                 | |       |